# Haplothysanus malleolus
Haplothysanus malleolus är en mångfotingart som beskrevs av Carl Graf Attems 1912. Haplothysanus malleolus ingår i släktet Haplothysanus och familjen Odontopygidae. Inga underarter finns listade i Catalogue of Life.